# Euchromius limaellus
Euchromius limaellus là một loài bướm đêm trong họ Crambidae.